# Portrait de Louis XIII
Portrait de Louis XIII est un tableau réalisé vers 1639 par le peintre français Philippe de Champaigne. De format vertical, cette huile sur toile est un portrait en pied de Louis XIII, roi de France et de Navarre. Le monarque y apparaît en armure, la main droite posée sur un casque ayant un cimier à panache blanc.
L'œuvre est une commande de Louis Ier Phélypeaux de La Vrillière, qui l'expose dans l'hôtel de Toulouse, à Paris, en pendant du Portrait du cardinal de Richelieu. Classée trésor national en 2015, elle est achetée par la Banque de France cette même année, puis est placée en 2019 en dépôt au musée de Grenoble, à Grenoble.

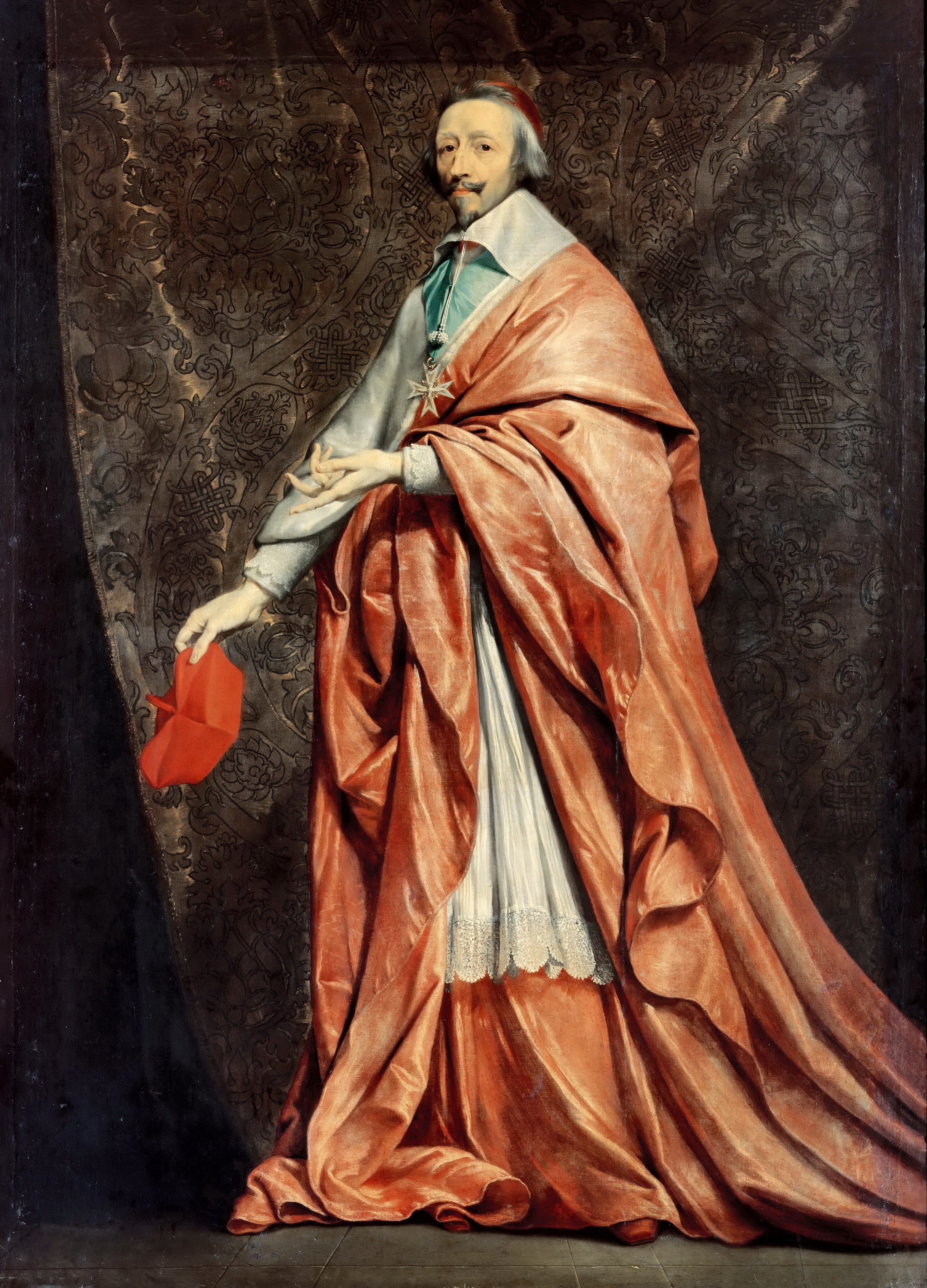
Portrait du cardinal de Richelieu, 1635-1640 – Musée du Louvre, Paris.